# 格蘭特伍德 (新澤西州)
格蘭特伍德（英語：Grantwood）是位於美國新澤西州伯根縣的非建制地區。

## 歷史
格蘭特伍德的郵局於1906年設立，其後於1931年停運。

## 地理
格蘭特伍德所處的海拔為高於海平面82米（即269英呎），而該地所採用的時區為UTC-5，即北美东部时区（EST）。同時該地設有夏令時間，為UTC-5調快一小時，即UTC-4（EDT）。